# پستال ۲
پستال ۲ یک بازی تیراندازی اول شخص در سال ۲۰۰۳ است که توسط Running with Scissors توسعه یافته‌است. این بازی دنباله پستال ۱۹۹۷ است و برای مایکروسافت ویندوز در آوریل ۲۰۰۳، مک‌اواس در آوریل ۲۰۰۴ و لینوکس در آوریل ۲۰۰۵ منتشر شد. پستال ۲ و همچنین نسخه قبلی آن، به سطح بالای خشونت، کلیشه‌سازی و کمدی سیاه شهرت پیدا کرده‌اند. برخلاف نسخه قبلی، پستال ۲ از زاویه دید اول شخص بازی می‌شود.
پستال ۲ که در شهر خیالی پارادایس، بر اساس شهر بیسبی واقعی ساخته شده‌است، زندگی «مرد پستی» را دنبال می‌کند، که باید در طول یک هفته درون بازی کارهای روزمره را انجام دهد و بازیکن تصمیم می‌گیرد که چگونه با خشونت یا منفعلانه به موقعیت‌های مختلف پیش رو واکنش دهد. بازیکن برای انجام کارهای خود در دنیای باز پیمایش می‌کند و انتخاب بازیکن بر روی روند دنیا تأثیر می‌گذارد.
این بازی پس از انتشار با استقبال متفاوتی از سوی منتقدان مواجه شد. این بازی چندین بسته الحاقی دریافت کرده‌است و در دسامبر ۲۰۰۳، یک نسخه توسعه دهنده چند نفره با عنوان Postal 2: Share the Pain منتشر شد. این بازی به‌طور مداوم به روز می‌شود و بسته الحاقی جدیدی با عنوان Paradise Lost در آوریل ۲۰۱۵ منتشر شد.
این بازی به دلیل گیم پلی خشن خود مورد توجه قرار گرفت و باعث جنجال‌های متعددی شد. این بازی با دنباله‌ای به نام پستال III در دسامبر ۲۰۱۱ دنبال شد.

## داستان
در پستال ٢، بازیکن نقش مرد پستی را بر عهده می‌گیرد، مردی با سر قرمز بلند و لاغر با بزی ، عینک آفتابی، کت چرم مشکی و تی‌شرتی که روی آن صورت بیگانه خاکستری چاپ شده است. مرد پستی در یک تریلر کاروانی ویران شده در زمینی در پشت خانه ای در شهر کوچک پارادایس، آریزونا، با همسرش که در تیتراژ به سادگی به عنوان "The Bitch" شناخته می شود، زندگی می کند. سطوح بازی به روزهای هفته تقسیم می شود که از دوشنبه شروع می شود و جمعه پایان می یابد.
در ابتدای هر روز، به مرد پستی وظایف متعددی داده می‌شود، مانند «دریافت شیر»، « اعتراف به گناهان » و سایر کارهای به ظاهر پیش پا افتاده. هدف پستال ٢ این است که تمام وظایف را در طول هفته به پایان برساند و بازیکن می تواند این وظایف را به هر طریقی که می خواهد انجام دهد، خواه این کار را تا حد امکان صلح آمیز و متمدنانه و یا با خشونت و هرج و مرج ممکن انجام شود. اگرچه دشوار باشد اما گاهی ممکن است،اکثر وظایف را بدون درگیر شدن در نبرد، یا حداقل، آسیب رساندن یا کشتن شخصیت های دیگر انجام دهید، همانطور که در برچسب بازی نشان می دهد: "به یاد داشته باشید که این فقط به اندازه شما خشن است!" وظایف روزانه را می‌توان به هر ترتیبی که بازیکن می‌خواهد انجام داد، و بازی همچنین شامل یک کار است که فقط زمانی فعال می‌شود که مرد پستی ادرار می‌کند، که در آن بازیکن پس از اینکه مرد پستی متوجه شد که به عفونت مبتلا شده است، برای درمان سوزاک وظیفه دارد.
در طول بازی، مرد پستی باید به طور منظم توسط شخصیت های دیگر تحریک شود. به او انگشت وسط نشان می‌دهند، دزدیده می‌شود، گروه‌های مختلف معترض به او حمله می‌کنند، و توسط صاحب/تروریست مغازه‌ی نفرت‌انگیز و حامیانش در «خط پول»، مورد آزار و اذیت قرار می‌گیرد. ،در طول بازی، مرد پستی همچنین با گروهی در حال راهپیمایی ، یک اسباب بازی طلسم شده قاتل به نام کروچی، اداره پلیس پارادایس و تیم SWAT آن، ماموران غیور ATF ، گارد ملی ، یک فرقه مذهبی عجیب و غریب، کارگران قصابی آدمخوار،تروریست های القاعده و بازیگر کودک سابق، گری کلمن و بسیاری دیگر مواجهه می‌شود. 
در بعدازظهر جمعه، روز آخر بازی، آخرالزمان اتفاق می افتد و فروپاشی جامعه به زودی به دنبال آن می‌آید و همه نظم و قانون به هم می ریزد. گربه ها از آسمان تیره رنگ شروع به سقوط می کنند و تقریباً همه ساکنان شهر به شدت مسلح می شوند و درگیری های تصادفی با اسلحه در خیابان ها شروع می شود. علی‌رغم این، مرد پستی طبق معمول به خانه خود در تریلر برمی‌گردد،جایی که با همسرش وارد مشاجره می‌شود، که از مرد پستی می‌خواهد توضیح دهد که چرا هرگز " جاده سنگی " را که در ابتدای بازی خواسته بود انتخاب نکرد. پس از آن پستی 2 با شنیدن صدای شلیک گلوله به پایان می رسد، قبل از اینکه به تیتراژ پایانی لگد بزند.